# Giang Ninh

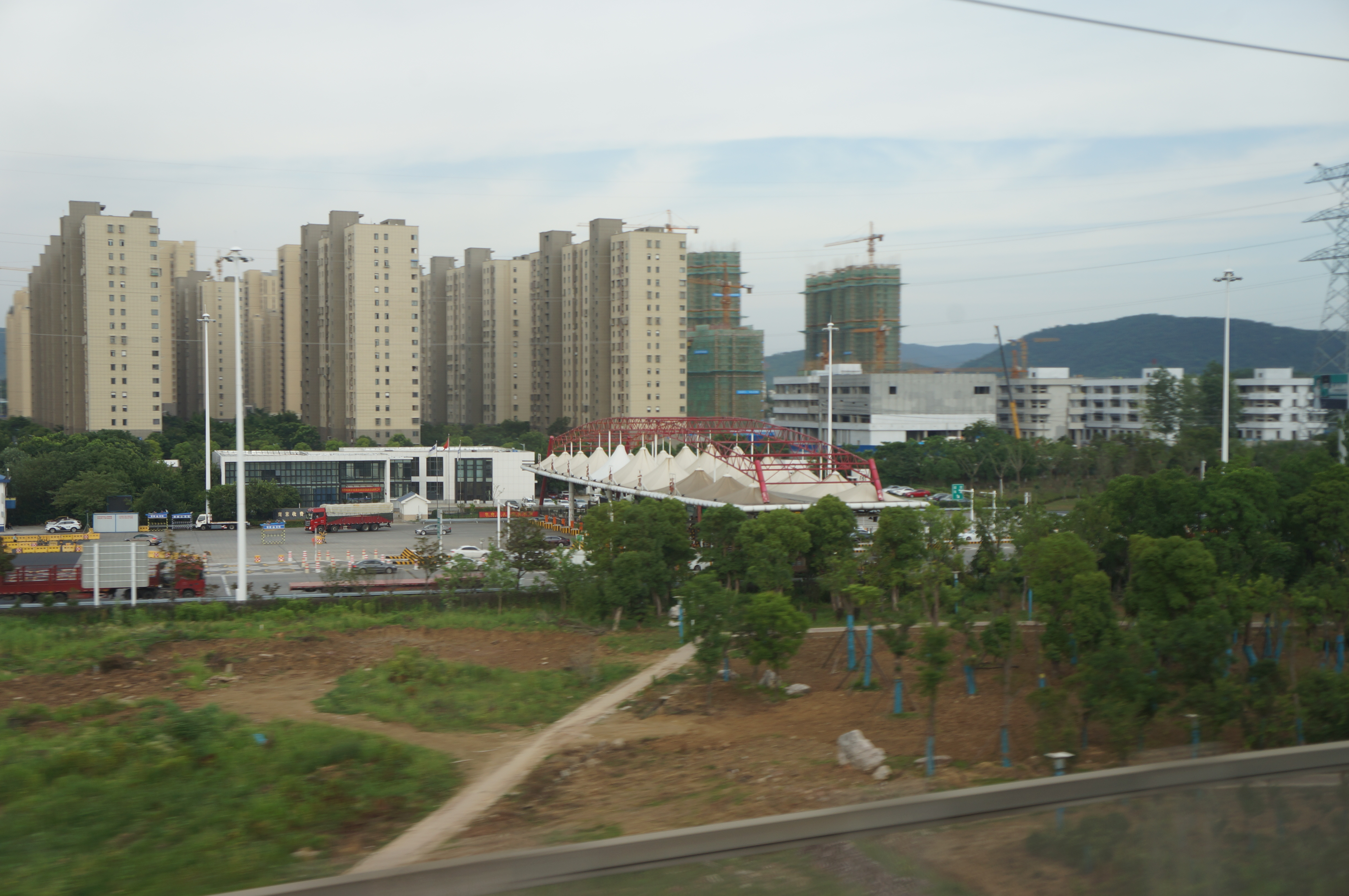
Giang Ninh

Giang Ninh (giản thể: 江宁区; phồn thể: 江寧區; bính âm: Jiāngníng Qū, Hán Việt: Giang Ninh khu) là một quận của thành phố Nam Kinh, tỉnh Giang Tô, Trung Quốc. Quận này có diện tích 1.561 km², dân số năm 2020 là 1.926.117 người, mật độ dân số đạt 1.200 người/km². Có 1.503.459 người sống trong vùng nội thành.

## Từ nguyên
Tên Giang Ninh có nghĩa là "An ninh tại Giang Nam". Giang nghĩa là "Trường Giang", đây là có nghĩa "Giang Nam"; "Ninh" nghĩa là "an ninh".

## Lịch sử
Tên Giang Ninh lần đầu được đặt vào năm 280, khi đó có tên là Lâm Giang (臨江). Năm 281, Lâm Giang được đổi tên thành Giang Ninh, có thể hiểu là "Ngoại Giang Vô Sự" (外江無事), nghĩa là an ninh tại Giang Nam.
Năm 2000, huyện Giang Ninh được nâng cấp thành quận Giang Ninh.

## Phân chia hành chính
Quận Giang Ninh quản lý 10 nhai đạo biện sự xứ gồm: Đông Sơn, Mạt Lăng, Thang Sơn, Thuần Hóa, Lộc Khẩu, Giang Ninh, Cốc Lý, Hồ Thục, Hoành Khê, Kỳ Lân.